# Deverra tortuosa
Deverra tortuosa är en växtart i släktet Deverra och familjen flockblommiga växter.
Arten är en mindre buske som förekommer i norra Afrika, Mellanöstern och på Arabiska halvön. Den beskrevs först av René Louiche Desfontaines som Bubon tortuosum, och fick sitt nu gällande namn av Augustin Pyrame de Candolle 1830.